# هربرت بروك وركمان
هربرت بروك وركمان (1862-1951) كان مدرس ميثودي وسكرتير لـصندوق مدارس ويسليان الميثودية الثانوية عندما تولوا إدارة كلية إلمفيلد في عام 1928.
وُلد وركمان في لندن وتلقى تعليمه في مدرسة كينغسوود وجامعة فيكتوريا في مانشستر. إلتحق بوزارة لاهوت ويزلي في عام 1885 وشغل منصب وزير الدائرة في إنجلترا واسكتلندا حتى 1903 عندما عيين مديرًا لكلية وستمنستر. في عام 1930 انتخب رئيسا لمؤتمر ويسليان.
هو مؤرخ بارز، كان وركمان كول محاضرًا في جامعة فاندربيلت بولاية تينيسي 1916، وأستاذ مؤقت لتاريخ الكنيسة الميثودية بجامعة شيكاغو عام 1927. نشر على نطاق واسع في مجال تاريخ الكنيسة في العصور الوسطى وكذلك الكنيسة الميثودية.

## منشورات هربرت بروك وركمان
- 1886?: Persecution in the Early Church
- 1898 & 1912: The Church of the West in the Middle Ages
- 1901: The Dawn of the Reformation, Vols 1 & 2
- 1904: The Letters of يان هوس (with Robert Martin Pope)
- 1906: Persecution in the Early Church: a chapter in the history of renunciation
- 1908: Recent Light on the New Testament
- 1909: A New History of Methodism (with illustrations and a bibliography by William John Townsend, George Eayrs)
- 1910: The Martyrs of the Early Church
- 1911: Christian Thought to the Reformation
- 1912, 1917 Methodism
- 1913: The Evolution Of The Monastic Ideal From The Earliest Times Down To The Coming Of The Friars
- 1913, 1915 The Martyrs of the Early Church
- 1916: The Foundation of Modern Religion: A Study in the Task and the Contribution of the Medieval Church (The Cole lectures of 1916 delivered before جامعة فاندربيلت)
- 1921: The Place of Methodism in the Catholic Church
- 1926: جون ويكليف: A study of the Medieval Church
- 1929: Wyclif Select English Writings (with Herbert E. Winn)
- 1936: John Wesley and Education by Alfred H. Body. Foreword By H.B. Workman
- 1960: Persecution in the Early Church